# Буковље (Коњиц)
Буковље је насељено место у Босни и Херцеговини у општини Коњиц у Херцеговачко-неретванском кантону које административно припада Федерацији Босне и Херцеговине. Према попису становништва из 1991. у насељу је живјело 183 становника.

## Становништво
По последњем службеном попису становништва из 1991. године, у насељу Буковље живела су 183 становника. Становници су претежно били Муслимани.
| Националност | 1991.        | 1981. | 1971. |
| Муслимани    | 165 (90,16%) |       |       |
| Хрвати       | 18 (9,84%)   |       |       |
| Укупно       | 183          |       |       |